# チョコレートの歴史
チョコレートの歴史ではカカオの利用およびチョコレート誕生に至るまでの歴史について述べる。

## 概略
チョコレートは発酵、焙煎、粉砕を経たカカオの実から作られる。アメリカ先住民族はカカオの粉末を磨り潰したものを入れた液体にバニラや唐辛子を混ぜて飲んでいた。ヨーロッパの人々はここから唐辛子を外し、砂糖や牛乳を入れて甘味を加えた。その後現在の棒状のチョコレートを作る方法を編み出した。チョコレートを使用した菓子は多数あり、世界で最も人気で万人に知られた味の1つとなっている。一方で原料のカカオの生産については、奴隷労働や児童労働が歴史的に繰り返されており、今なお深刻な問題となっている。

## 前史

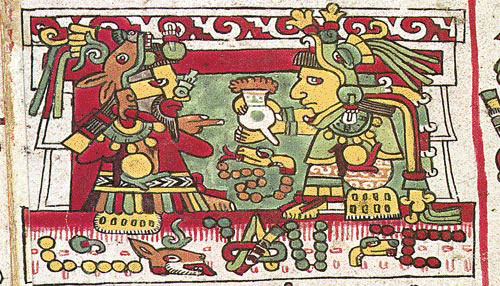
チョコレートを飲むミシュテカの王たち

紀元前2000年ごろから、メソアメリカではカカオが栽培されていた。15世紀までには、カカオは貨幣として流通するほど珍重された。アステカでは税あるいは貢ぎ物としても納められていた。当時のメソアメリカでは、カカオを粉にしてコーンミールや唐辛子、バニラなどの香辛料を入れ、ベニノキの種子で色を付け、水や湯に溶かしたものにイアフラワー（Cymbopetalum penduliflorum）などの花から作った調味料を加えたカカオ・ペーストを、主に嗜好品として、また薬用や強壮用として飲用していた。16世紀まではカカオの実から作られた飲み物はヨーロッパに知られることはなかった。

## コロンブスによるカカオの紹介
クリストファー・コロンブスが中央アメリカ島部に到達した後、スペインにカカオがもたらされた。コロンブスの息子によれば、最初にチョコレート（カカオの実）を見たヨーロッパ人はコロンブスで、1502年のコロンブス最後の航海時であった。ただし、コロンブスがチョコレートを飲んだという記述はない。
16世紀のスペイン人のイエズス会神父で、伝道のためペルー、後にはメキシコにて暮らしていたホセ・デ・アコスタは次のように書いている。

## チョコレートの語源
日本語「チョコレート」の語源は英語: chocolate だが、この英単語自体はさらにスペイン語のチョコラテ（スペイン語: chocolate）に由来する。スペイン人は、16世紀後半にチョコラトルという言葉を使い始めており、16世紀末のイエズス会士ホセ・デ・アコスタの時代にはチョコラテと呼ばれるようになった。チョコラテの語源についてはさまざまな説が存在し、いずれも決定的なものではない。
最も多く引用される説はアステカ民族の言葉であるナワトル語のショコラトル（xocolatl）（IPA: [ʃoˈkolaːtɬ]）が変化したとする説であり、xococ は「酸味」を、atl は「水」や「飲み物」をそれぞれ表すとする。この説に対して言語学者のウィリアム・ブライトは中央メキシコの植民地時代の資料にはチョコラトル（chocolatl）なる語彙は見当たらないと述べている。
また、アロンソ・ド・モリーナが編纂した最初のナワトル語-スペイン語の辞書において、ショコアトル（xocoatl）はトウモロコシの飲み物であり、カカワトル（cacaua atl）がカカオの飲み物を指しているという。ショコラトル（xocolatl）はモリーナの辞書にはない。
別の説として、サンタマリアはマヤ語で「熱い」を表すチョコル（chokol）とナワトル語のアトル（atl）を組み合わせた造語が語源だとしている。この説を最初に唱えたのは、メキシコの言語学者イグナシオ・ダビラ・ガリビであり、ナワトル学者のミゲル・レオン＝ポルティーヤに支持されている。
ダーキンとウィッチマンは東部ナワトル語で「泡」を表す chicoli の派生語で「泡立った飲み物」を意味する chicolatl が語源であるという新説を立てた。

## 近世ヨーロッパ
クリストファー・コロンブスがカカオの実をスペインのフェルディナンドとイザベラに見せるためヨーロッパに持ち込んだが、広めたのはスペインの修道士である。チョコレートがヨーロッパにもたらされた最初の記録として、1544年のケクチ・マヤ族の使節による、スペインのフェリペ皇太子（のちのフェリペ2世）への訪問がある。この時は飲料として、容器とともに宮廷に運ばれた。のちに王侯貴族の間で好評を博したのみならず、庶民も飲むようになった。カカオの取り引きが最初にあったと記録されているのは1585年にベラクルスからセビリアへの積荷としてであった。当初は現地と同じレシピのまま輸入されたが、やがてヨーロッパでは特有の苦味を打ち消すため砂糖や牛乳を加え、唐辛子の代わりに手に入りやすいコショウやシナモンを使うようになり、イアフラワーの代わりにローズオイル、麝香など高価な香料を取り入れた。

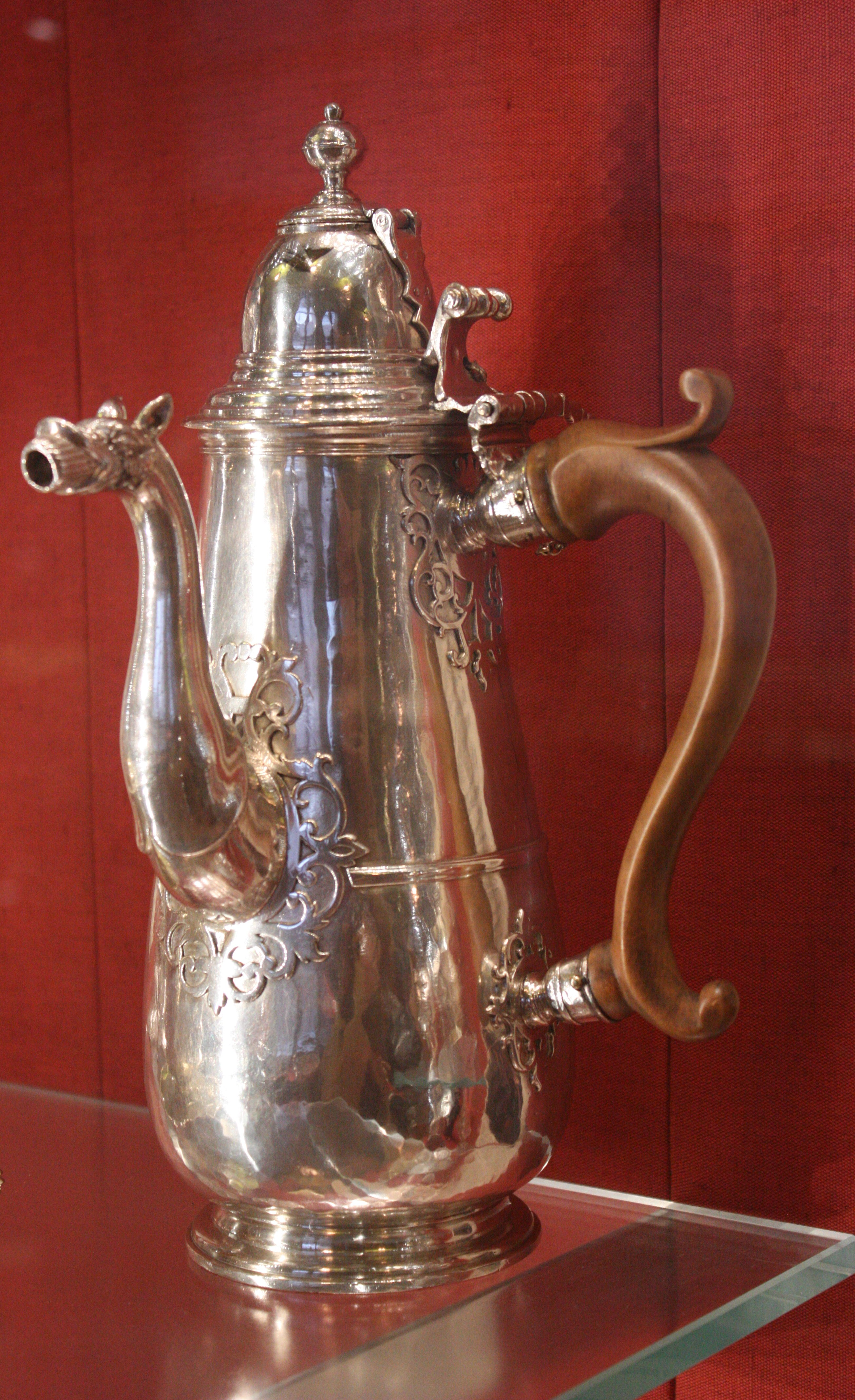
銀製のチョコレートポット、モリネット（マドラー）を入れるための蝶番が付いている。 London 1714-15（ヴィクトリア&アルバート博物館）

スペインでのチョコレートが普及から間もなくしてスペイン人はアフリカ人の奴隷を使いカカオのプランテーション栽培を始めるが、当初はチョコレートはヨーロッパではスペインのみでの普及だった。しかし、フランス王ルイ13世がスペイン王女アナ・マリーア・マウリシアと結婚した時、チョコレートを好むアナが嫁入りの際に持参したため、フランスにチョコレートがもたらされた。ルイ13世の息子ルイ14世も1661年、チョコレート好きのスペイン王女マリア・テレサと結婚したため、フランスでは上流階級からチョコレートが広まった。マリア・テレサはまた、チョコレートを飲む道具一式と、チョコレート専門の料理人（後にいうショコラティエ）を連れて輿入れした。17世紀後半にはイギリスにも伝わり、ロンドンで最初のチョコレートハウスが1657年に開店した。1689年には医師で収集家のハンス・スローンがジャマイカでミルクチョコレートドリンクを開発した。当初は薬剤師向けに作られていたが、その後キャドバリー兄弟に権利を売却した。苦い飲み物から甘い飲み物に変化したことで、チョコレートは17世紀頃にはヨーロッパの王侯貴族の間でカカオはぜいたく品となっていた。

## 近代ヨーロッパ
何百年もの間チョコレートの製造工程は不変だったが、産業革命の到来により硬く甘いキャンディに生命を吹き込む多くの変化が起きた。18世紀には固く長持ちするチョコレートの製造の補助となるココアバター（カカオバター）を絞り出すための機械式ミルが作られてはいたが、大規模に使用されるようになったのは産業革命以降である。18世紀の末までに、ヨーロッパの各所に水力を利用したチョコレート製造所が現れた。やがてそれらは蒸気力を導入しより大規模になり、チョコレート産業都市を形成した。産業革命の熱気が冷めてから程なくして、チョコレート会社は新しく作られたチョコレート菓子の販売のために、我々が頻繁に目にするような広告や宣伝を行うようになった。製造工程の機械化により、チョコレートは世界中で消費されるようになった。菓子材料としての利用も同時期に始まっており、文献上では1719年にコンラッド・ハッガーが残した料理手帳に「チョコレートトルテ」が確認できる。

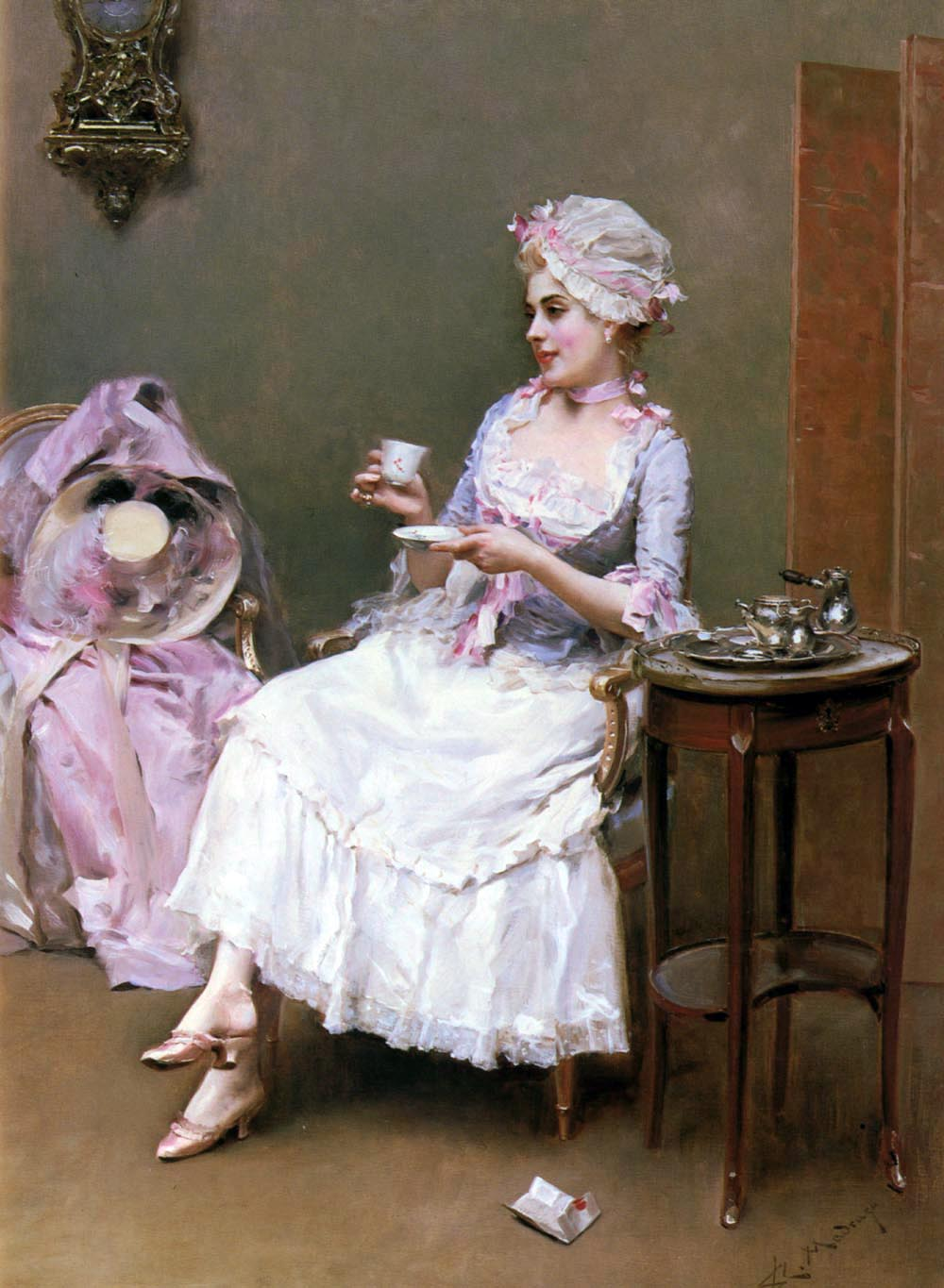
ライムンド・デ・マドラーソ作「ホットチョコレート」

19世紀初頭のシモン・ボリバルによる南米の動乱からカカオ生産が落ち込み、続くナポレオン戦争の影響で贅沢品に対する購買力が落ちた上に、大陸封鎖で品薄となった代わりに紛い物が出回り、品質に対する信用も低下し、チョコレートは停滞の時期を迎えた。しかし、チョコレートの技術革新が起きたのは、この低迷期だった。
1828年にはオランダのクーンラート・ヨハネス・ファン・ハウテン（バンホーテンの創業者）はカカオ豆からココアパウダーとココアバターを分離製造する方法の特許を取得した。それまでのチョコレートは濃密で、水なしでは飲めないものだったが、これにより口当たりがよくなり普及が進んだ。さらにファン・ハウテンはアルカリを加えることで苦味や酸味を除くダッチプロセスをも開発し、現代的なチョコレートバーを作ることも可能になった。もっとも、ファン・ハウテンの圧搾機が開発された当時は、チョコレートは未だに飲み物であり、抽出したココアバターの使い道が無かったために特に注目はされなかった。
1847年にイギリス人のジョセフ・フライ（J・S・フライ・アンド・サンズ社）が初めて固形チョコレートを作り、1849年にキャドバリー兄弟により引き継がれたともされている。ただしこれはまだ苦いものだった。初の固形チョコレートがドレによりトリノで作られ、1826年からピエール・ポール・カファレルが大規模に売り出したものという説もある。1819年にはF.L.ケイラーが初めてスイスにチョコレート工場を開設した。
スイスのろうそく職人ダニエル・ペーターは義父がチョコレート会社を経営していたことからチョコレートに携わるようになり、1867年からチョコレートの苦味をまろやかにするために牛乳を入れることを試行錯誤し始め（溶けたチョコレートに水分を混ぜると、チョコレートの中の砂糖が水分を吸収しココアバターの油と分離するためにボソボソになり食感が悪くなる）、粉ミルクを入れるという解決方法を発明し、1875年にミルクチョコレートの販売を始めた。またミルクチョコレート製造には、牛乳から水分を抜く必要があったが、ダニエルは隣りに住んでいたベビーフード生産業者のアンリ・ネスレ（ネスレ創業者）と協力して研究を行った。またロドルフ・リンツはチョコレートの粒子を均一かつ細かくし、滑らかな食感を出すのに必要なコンチングを考案した。
帝国主義の時代、アフリカやインドネシアといった列強の植民地に、カカオの栽培は拡散していき、1910年にはギニア沖のサントメ島が世界最大のカカオ輸出地になるなど、カカオ生産の拠点はアフリカにシフトした。1905年にイギリスのジャーナリスト、ヘンリー・ウッド・ネヴィンソンがサントメ島を取材し、レポートや「現代の奴隷制」といった著作で奴隷的な労働の実態を明らかにし、センセーションを巻き起こした。

## 日本での歴史
一説に、初めてチョコレートを食べた日本人は支倉常長であり、1617年にメキシコ（当時はヌエバ・エスパーニャ）に渡った際に、ビスケット・パン・コーヒー・金平糖・キャラメルなどの菓子とともに、薬用としてのチョコレートを食べたのだとされる。
日本におけるチョコレートに関する最初期の記録としては、1797年の廣川獬による『長崎聞見録』で、「しょくらとを」として湯にチョコレート塊を削ったものや砂糖などを入れて薬用として飲むことが書かれている。廣川の『蘭療方』や『蘭療薬解』では私欲剌亜多（ショクラート）という表記で陰痿の治療用等とされている。また、『長崎聞見録』と同じ1797年にの長崎の遊女大和路がオランダ人から貰ったものを記したリスト『寄合町諸事書上控帳』に「しよくらあと」としてチョコレートが載っている。
1871年から1873年の岩倉使節団はフランス訪問中にチョコレート工場を見学しており、次のような記録が残る。
日本初の国産チョコレートは、風月堂総本店の主、5代目大住喜右衛門が、当時の番頭である米津松蔵に横浜で技術を学ばせ、1878年に両国若松風月堂で発売したものである。凮月堂は「貯古齢糖」や「猪口令糖」という表記で新聞に広告を載せている。
カカオ豆からの一貫生産は、1918年、森永製菓によって開始された。こうしてチョコレートは高級品から庶民の菓子となり、1920年代から30年代にかけて日本人の間に急速に普及した。当時のチョコレート菓子は、玉チョコ（いわゆるチョコボール）や棒チョコという形状が一般的であった。
第二次世界大戦の影響により、日本では1940年12月を最後にカカオ豆の輸入は止まり、あとは軍用の医薬品（常温では固体で人の体温で溶けるココアバターの性質から座薬や軟膏の基剤となる）や食料製造のために、指定業者にだけ軍ルートでカカオ豆が配給されるのみとなった。
「日本チョコレート工業史」によると、1941年に日本チョコレート菓子工業組合と日本ココア豆加工組合からなる「ココア豆代用品研究会」により、代用チョコレートが考案された。「ココア豆代用品研究会」は1941年8月21日に第1回会合、その後9回の会合と個々の打ち合わせ数十回を経た末に同年12月3日に「チョコレート代用品研究報告」を完成させた。
ココアバターの代用品に醤油油（醤油の製造過程の副産物。丸大豆に含まれる油。よく誤解されるが醤油そのものではない）、大豆エチルエステル、椰子油、ヤブニッケイ油などの植物性油脂の硬化油、カカオマスの代用品に百合球根（ユリの鱗茎）、チューリップ球根、決明子（エビスグサの種子）、オクラ豆、脱脂大豆粉、脱脂落花生粉などを原料にした。
オランダ領東インドを占領した日本軍は、カカオ豆プランテーションや、ジャワ島の製菓工場を接収し、森永製菓や明治製菓にチョコレート製造を委嘱し、陸海軍に納入させた。また軍用に熱帯で溶けないチョコレートも開発された。
1945年に日本が第二次世界大戦で敗れると、アメリカの進駐軍を通じて大量のチョコレートが日本にもたらされた。当時の子供たち（焼け跡世代）が呪文のように米兵に投げかけた「ギブ・ミー・チョコレート!」という語は、米軍占領時代の世相を表す語となっている。
1946年には芥川製菓によってグルコースを原料にした代用チョコレート（グルチョコレート、グルチョコ）が製造された。カカオマスの代用品となるグルコースに、少量のココアパウダーとチョコレート色素を加えた物であった。
戦後の日本では、安価なものから高価なものまでさまざまなチョコレート菓子が販売されるようになった。特に1960年にカカオ豆の輸入が自由化され、続いて1971年にはチョコレート製品の輸入が自由化されたことで、様々な種類のチョコレートが流通するようになった。